# Trimalaconothrus latus
Trimalaconothrus latus är en kvalsterart som först beskrevs av Hammer 1962.  Trimalaconothrus latus ingår i släktet Trimalaconothrus och familjen Malaconothridae. Inga underarter finns listade i Catalogue of Life.